# Coupe de France féminine de handball 2020-2021
Navigation
2019-2020 2021-2022
La Coupe de France 2020-2021 est la 28e édition de la Coupe de France féminine de handball, compétition à élimination directe mettant aux prises des clubs de handball amateurs et professionnels affiliés à la Fédération française de handball.
Exceptionnellement, du fait de la pandémie de Covid-19, cette édition est réservée aux équipes des deux premières divisions et débute par une phase de poule avant d'être réduite en décembre 2020 aux seuls clubs de LFH (D1).

## Déroulement de la compétition

### Première version
Traditionnellement réservée aux équipes premières des clubs évoluant dans les divisions nationales, cette compétition n'inclut que trente équipes, celles présentes en première et deuxième division. Les équipes de Nationale 1 et Nationale 2 ne participeront pas à la coupe de France car le nombre d'équipes dans les poules (et donc de matchs) a été augmenté après l'arrêt prématuré des compétitions lié à la pandémie de Covid-19 en France. Les 25 équipes qui ne sont pas qualifiées pour les compétitions européennes sont réparties en cinq poules de cinq où chaque équipe affronte les autres une seule fois, recevant deux fois et se déplaçant également deux fois. Les premiers, deuxièmes et deux meilleurs troisièmes des poules sont qualifiés pour la suite. Ils disputent deux tours à élimination directe qui permettent à trois d'entre eux de se qualifier pour les quarts de finales où les équipes « européennes » entrent en lice. Les quarts de finale, demi-finales et finale se jouent également sur un match sec.
Pour les seizièmes et huitièmes de finale, le club le mieux classé lors de la phase de poule reçoit. À partir des quarts de finale, le premier club tiré reçoit systématiquement. Si un club recevant ne peut pas recevoir, la rencontre est inversée.
Le calendrier initial des premiers tours était :
| Tour             | Tirage au sort                                                                       | Date des matchs | Qualifiés | Entrants                          | Participants |
| ---------------- | ------------------------------------------------------------------------------------ | --- | --------- | --------------------------------- | ------------ |
| Phase de poule   | Composition géographique pour les clubs de D2, liée au ranking pour les clubs de LBE | 11, 12, 13 septembre 2020 16, 17, 18 octobre 2020 13, 14, 15 novembre 2020 20, 21, 22 novembre 2020 8, 9, 10 janvier 2021 | -         | 16 Division 2 9 LBE non-européens | 25           |
| 1er tour         | Tirage intégral                                                                      | 22, 23, 24 janvier 2021                                                                                                   | 12        | -                                 | 12           |
| 2e tour          | Tirage intégral                                                                      | 10 et 17 février 2021 | 6         | -                                 | 6            |
| Quarts de finale | Tirage intégral                                                                      | 26, 27, 28 février 2021                                                                                                   | 3         | 5 LBE européens                   | 8            |

### Seconde version
Le 3 novembre 2020, du fait de la pandémie de Covid-19, la Fédération française de handball décide de suspendre la pratique du handball amateur (entraînements et compétitions) et d'arrêter la Coupe de France nationale féminine dans son format initial. Fin décembre, la Fédération française de handball acte que la Coupe de France féminine est désormais réservée aux clubs de première division.
La Commission d’Organisation des Compétitions de la fédération a présenté la nouvelle formule début janvier 2021 :
- comme précédemment, les cinq clubs "européens" (Metz, Brest, Fleury, Nantes et Paris) accèdent directement aux quarts de finale, programmés sur le mercredi 24 février,
- les neuf autres clubs sont répartis en trois poules de trois :
  - Groupe 1 : Besançon, Bourg de Péage et Dijon
  - Groupe 2 : Nice, Toulon St-Cyr et Plan de Cuques
  - Groupe 3 : Chambray, St Amand les Eaux et Mérignac
- les deux premiers de chaque groupe participent aux huitièmes de finales, programmés le week-end du 6 février
- les vainqueurs des trois rencontres rejoindront les cinq clubs "européens" sur les quarts de finale. Les clubs vainqueurs se retrouveront le 25 avril pour disputer les demi-finales puis le samedi 15 mai pour la finale qui se tiendra à l'Accor Arena.

Le nouveau calendrier est
| Tour                | Dates des matchs    | Qualifiés | Entrants        | Participants |
| ------------------- | ------------------- | --------- | --------------- | ------------ |
| Phase de poule      | janvier 2021        | -         | 9 non-européens | 9            |
| Huitièmes de finale | 5 et 6 février 2021 | 6         | -               | 6            |
| Quarts de finale    | 24 février 2021     | 3         | 5 LBE européens | 8            |
| Demi-finales        | 25 avril            | 4         | -               | 4            |
| Finale              | 15 ou 16 mai 2021   | 2         | -               | 2            |

## Phase de poule initiale
Cette première version de la phase de poule initiale regroupait les 16 clubs de Division 2 et 9 cblus non-européens de D1. Elle a été arrêtée après la 2e journée
Remarque : afin de prendre en compte les éventuels forfaits (comptabilisé par un 20-0), une victoire rapporte 3 points, un match nul 2 points, une défaite 1 point et un forfait 0 point.

## Nouvelle phase de poule

### Poule 1
|   | Équipe             | Pts | J | G | N | P | Bp | Bc | Diff |
| - | ------------------ | --- | - | - | - | - | -- | -- | ---- |
| 1 | JDA Dijon          | 6   | 2 | 2 | 0 | 0 | 37 | 22 | 15   |
| 2 | ES Besançon        | 4   | 2 | 1 | 0 | 1 | 52 | 51 | 1    |
| 3 | Bourg-de-Péage DHB | 2   | 2 | 0 | 0 | 1 | 24 | 40 | -16  |

| Date                   | Club recevant      | Score   | Club visiteur      |
| ---------------------- | ------------------ | ------- | ------------------ |
| 9 janvier 2021, 19h00  | ES Besançon        | 30 – 24 | Bourg-de-Péage DHB |
| 16 janvier 2021, 20h00 | Bourg-de-Péage DHB | 0 – 10  | JDA Dijon          |
| 23 janvier 2021, 18h00 | JDA Dijon          | 27 – 22 | ES Besançon        |

### Poule 2
|   | Équipe                  | Pts | J | G | N | P | Bp | Bc | Diff |
| - | ----------------------- | --- | - | - | - | - | -- | -- | ---- |
| 1 | Toulon Saint-Cyr VHB    | 6   | 2 | 2 | 0 | 0 | 57 | 44 | 13   |
| 2 | OGC Nice                | 3   | 2 | 0 | 1 | 1 | 49 | 53 | -4   |
| 3 | Handball Plan-de-Cuques | 3   | 2 | 0 | 1 | 1 | 47 | 56 | -9   |

| Date                   | Club recevant           | Score   | Club visiteur           |
| ---------------------- | ----------------------- | ------- | ----------------------- |
| 9 janvier 2021, 18h00  | OGC Nice                | 23 – 27 | Toulon Saint-Cyr VHB    |
| 17 janvier 2021, 17h00 | Toulon Saint-Cyr VHB    | 30 – 21 | Handball Plan-de-Cuques |
| 23 janvier 2021, 20h30 | Handball Plan-de-Cuques | 26 – 26 | OGC Nice                |

### Poule 3
|   | Équipe                     | Pts | J | G | N | P | Bp | Bc | Diff |
| - | -------------------------- | --- | - | - | - | - | -- | -- | ---- |
| 1 | Chambray Touraine Handball | 6   | 2 | 2 | 0 | 0 | 52 | 45 | 7    |
| 2 | Mérignac Handball          | 4   | 2 | 1 | 0 | 1 | 45 | 48 | -3   |
| 3 | Saint-Amand Handball       | 2   | 2 | 0 | 0 | 2 | 48 | 52 | -4   |

| Date                   | Club recevant              | Score   | Club visiteur              |
| ---------------------- | -------------------------- | ------- | -------------------------- |
| 9 janvier 2021, 18h00  | Chambray Touraine Handball | 27 – 25 | Saint-Amand Handball       |
| 17 janvier 2021, 15h00 | Saint-Amand Handball       | 23 – 25 | Mérignac Handball          |
| 23 janvier 2021, 18h00 | Mérignac Handball          | 20 – 25 | Chambray Touraine Handball |

## Phase à élimination directe

### Huitièmes de finale
Les trois équipes vainqueurs de groupe ont le privilège de recevoir les équipes équipes classées deuxième :
| Date                   | Club recevant              | Score     | Club visiteur     |
| ---------------------- | -------------------------- | --------- | ----------------- |
| 6 février 2021 à 18h00 | Chambray Touraine Handball | 33 – 27   | ES Besançon       |
| 6 février 2021 à 18h00 | Jeanne d'Arc Dijon         | 24 – 27   | OGC Nice          |
| 6 février 2021 à 14h00 | Toulon Saint-Cyr VHB       | 30 – 31ap | Mérignac Handball |

### Quarts de finale
Les trois équipes victorieuses en huitième de finale sont rejointes par les cinq équipes ayant pris part à une coupe d'Europe : le Metz Handball et le Brest Bretagne Handball en Ligue des champions et le CJF Fleury Loiret Handball, le Nantes Atlantique Handball et le Paris 92 en Ligue européenne.
| Date                    | Club recevant              | Score     | Club visiteur              |
| ----------------------- | -------------------------- | --------- | -------------------------- |
| 24 février 2021 à 20h00 | Metz Handball              | 30 – 22   | Paris 92                   |
| 24 février 2021 à 19h00 | Mérignac Handball          | 28 – 30ap | OGC Nice                   |
| 24 février 2021 à 19h00 | Chambray Touraine Handball | 31 – 32   | Brest Bretagne Handball    |
| 7 avril 2021 à 19h00    | CJF Fleury Loiret Handball | 19 – 25   | Nantes Atlantique Handball |

### Demi-finales
Le tirage au sort a eu lieu le 4 mars 2021.
| 24 avril 2021 20h00 CEST | Metz Handball       | 23 – 29   | Brest Bretagne Handball | Les Arènes, Metz Arbitrage : Khalid Sami et Saïd Bounouara |
| 24 avril 2021 20h00 CEST | Ćamila Mičijević, 5 | (12 - 12) | Gulldén et Jauković, 9  | Les Arènes, Metz Arbitrage : Khalid Sami et Saïd Bounouara |
| 24 avril 2021 20h00 CEST | ×1 ×3               |           | ×1 ×4                   | Les Arènes, Metz Arbitrage : Khalid Sami et Saïd Bounouara |

| 24 avril 2021 18h00 CEST | Nantes Atlantique HB | 33 – 27   | OGC Nice             | Nantes Arbitrage : Raouf Gasmi et Karim Gasmi |
| 24 avril 2021 18h00 CEST | Dyénaba Sylla, 7     | (14 - 14) | Marie Prouvensier, 6 | Nantes Arbitrage : Raouf Gasmi et Karim Gasmi |
| 24 avril 2021 18h00 CEST | ×1 ×5                |           | ×2                   | Nantes Arbitrage : Raouf Gasmi et Karim Gasmi |

### Finale
| 15 mai 2021 16h15 CEST | Brest Bretagne Handball | 37 - 33       | Nantes Atlantique HB | PS Robert-Oubron, Créteil Arbitrage : Yann Carmaux et Julien Mursch |
| 15 mai 2021 16h15 CEST | Ana Gros 9              | (20 - 19)     | Déborah Kpodar 8     | PS Robert-Oubron, Créteil Arbitrage : Yann Carmaux et Julien Mursch |
| 15 mai 2021 16h15 CEST | ×1 ×4                   | FFHB Handzone | ×1 ×3                | PS Robert-Oubron, Créteil Arbitrage : Yann Carmaux et Julien Mursch |

| Composition :               |    |                    |      |  |
| GB                          | 1  | Cléopâtre Darleux  | 6/26 |  |
| GB                          | 89 | Sandra Toft        | 6/18 |  |
| ALG                         | 2  | Constance Mauny    | 0/1  |  |
| ALD                         | 3  | Alicia Toublanc    | 3/4  |  |
| DC                          | 4  | Amandine Tissier   | 0/0  |  |
| ARD                         | 6  | Ana Gros           | 9/14 |  |
| ARD                         | 8  | Monika Kobylińska  | 0/0  |  |
| DC                          | 9  | Isabelle Gulldén   | 1/2  |  |
| ALG                         | 10 | Coralie Lassource  | 4/4  |  |
| ARG                         | 15 | Kalidiatou Niakaté | 5/7  |  |
| P                           | 20 | Slađana Pop-Lazić  | 0/0  |  |
| P                           | 22 | Pauletta Foppa     | 7/9  |  |
| ARG                         | 23 | Đurđina Jauković   | 3/6  |  |
| ALD                         | 55 | Pauline Coatanea   | 5/6  |  |
| Entraîneur : Laurent Bezeau |    |                    |      |  |

| 37/53 | Buts marqués   | 33/55 |
| 69,8% | % réussite     | 60,0% |
| 2/3   | Jets de 7 m    | 5/7   |
| 12/44 | Arrêts         | 10/47 |
| 27,3% | % arrêts       | 21,3% |
| 1     | Cartons jaunes | 1     |
| 4     | Suspensions    | 3     |
| 0     | Cartons rouges | 0     |

| Composition :                  |    |                        |      |  |
| GB                             | 24 | Adrianna Płaczek       | 7/32 |  |
| GB                             | 12 | Floriane André         | 3/15 |  |
| ARG                            | 23 | Déborah Kpodar         | 8/12 |  |
| ARD                            | 20 | Orlane Ahanda          | 1/2  |  |
| DC                             | 21 | Gordana Mitrović       | 1/3  |  |
| ARD                            | 11 | Camille Ayglon-Saurina | 4/6  |  |
| ALD                            | 13 | Blandine Dancette      | 2/3  |  |
| ALG                            | 27 | Marion Maubon          | 1/1  |  |
| ARD                            | 4  | Nathalie Hagman        | 4/7  |  |
| DC                             | 33 | Beatriz Escribano      | 0/0  |  |
| ALG                            | 42 | Dyénaba Sylla          | 3/4  |  |
| DC                             | 2  | Bruna de Paula         | 7/14 |  |
| P                              | 15 | Kaba Gassama           | 2/3  |  |
| Entraîneur : Guillaume Saurina |    |                        |      |  |

## Vainqueur
| Vainqueur de la Coupe de France 2020-2021 Brest Bretagne Handball 3e victoire |

## Nombre d'équipes par division et par tour
| Divisions / Manches | Phase de poule | Huitièmes de finale | Quarts de finale | Demi- finales | Finale |
| ------------------- | -------------- | ------------------- | ---------------- | ------------- | ------ |
| Clubs européens     | non présents   | non présents        | 5                | 3             | 2      |
| Clubs non-européens | 9              | 6                   | 3                | 1             | 0      |
| Total               | 9              | 6                   | 8                | 4             | 2      |